# Cyclone-Bahnrennmaschine

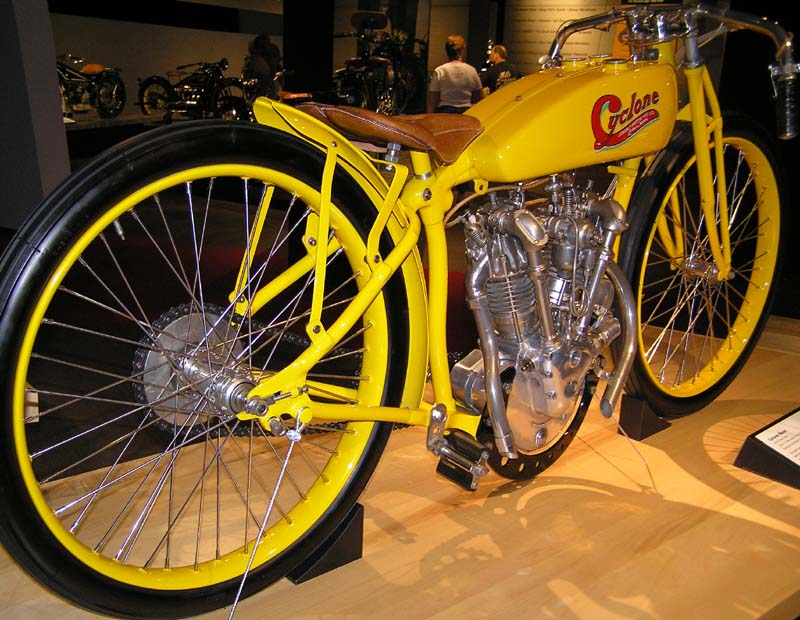
Cyclone-Bahnrennmaschine von 1914

Die Cyclone-Bahnrennmaschine (1914–1915) war ein Rennmotorrad der Joerns Motor Manufacturing Company, Saint Paul, Minnesota. Die Cyclone gilt als das fortschrittlichste Rennmotorrad seiner Zeit; eine obenliegende Nockenwelle je Zylinder, angetrieben durch zwei Königswellen, war für die damalige Zeit einmalig.

## Entwicklung und Technik
Andrew Strand (1880–1970) konstruierte den 996 cm³ großen 42-Grad-V-Zweizylinder-Königswellenmotor. Die Königswelle des vorderen Zylinders wurde von der Kurbelwelle mit halber Drehzahl über Kegelräder angetrieben, sie trieb die Welle des hinteren Zylinders über ein Kegelradpaar an; die zweite Königswelle betätigte auch die Ölpumpe und trieb über eine weitere Königswelle den Zündmagneten. Dieser Motor hatte, im Gegensatz zu dem der Indian-Bahnrennmaschine, halbkugelförmige Brennräume. Der Motor mit einer Verdichtung von 5,5 : 1 leistete 45 hp (34 kW) bei 5000 Umdrehungen pro Minute. Die Höchstgeschwindigkeit des Bahnrenners wird mit 110 mph (177 km/h) angegeben. In den unten offenen Einrohrrahmen war der Motor mittragend integriert; das komplette Motorrad wog nur 121 kg. Das Motorrad hatte, wie bei Bahnrennmaschinen üblich, keine Bremsen. Die Geschwindigkeit wurde durch Unterbrechen der Zündung vermindert, gestartet wurde der Motor durch Antreten mit Pedalen.

## Rennen und Rekord
1914 erschien die Cyclone auf der Rennstrecke und hatte nach den ersten Erfolgen den Ruf „yellow speed demon“ inne. Bedingt durch mechanische Defekte – die Cyclone war nur bei Kurzstrecken erfolgreich – wurde 1915 die Produktion eingestellt. 1916 soll noch eine Version der Cyclone erschienen sein, deren Zylinderkopf insbesondere zur Schmierung der Kipphebel überarbeitet worden war.
Die nur in Gelb erhältliche Cyclone wurde auch in einer käuflichen Straßenversion (1913–1916) mit höherem Lenker und Gepäckträger zum Preis von 350 US-Dollar angeboten. Der kommerzielle Erfolg blieb jedoch aus, sodass Ende 1916 bzw. 1917 Joerns Motor Manufacturing die Produktion einstellte und die Firma aufgelöst wurde.
Wie viele Straßenmodelle (von den Bahnrennmaschinen angeblich nur ein Dutzend) gebaut und verkauft wurden, ist fraglich. Weltweit sollen heute noch sechs Cyclone existieren.
Eine Cyclone-Bahnrennmaschine von 1914 wurde 2008 für umgerechnet 430.000 Euro versteigert, bis dahin der höchste Preis, den je ein Motorrad erzielte. Am 4. Februar 2012 wurde eine der wenigen Cyclone bei einem Überfall in Bel Air gestohlen.